# アシツキ
アシツキ（葦付、葦附、学名: Nostoc verrucosum）は、ネンジュモ属に属する藍藻の1種である。多数の細胞糸が寒天質基質に包まれた藻塊（群体）を形成し（図1）、清冽な流水や湧水池で石などに付着している。日本では古くから食用とされ、『万葉集』にもアシツキを詠んだ歌がある。近年は減少し、天然記念物や準絶滅危惧種に指定している地域もある。 
別名・地方名が多く、アシツキノリ（葦附苔）、コトブキノリ（寿苔）、コトブキタケ（寿茸）、ミトクノリ（三徳苔）、シガノリ（滋賀苔）ともよばれる。アシツキの別名として、他にカモガワノリ（鴨川苔）やキブネノリ（貴船苔）、シラカワノリ（白川苔）、アネガワクラゲ（姉川水母）なども挙げられるが、これらの名は近縁種のイシクラゲを指すこともある。カワタケ（川茸、河茸）とよばれることもあるが、この名はアシツキやイシクラゲ以外に、遠縁の食用藍藻であるスイゼンジノリを指すこともある。また菌類のコウタケ（Sarcodon aspratus; 担子菌門ハラタケ綱イボタケ目）も、カワタケ（革茸）と呼ばれることがある。

## 特徴
多数のトリコーム（細胞糸）が粘質多糖に埋没した藻塊（群体）を形成し、水中の岩などに付着している。群体表面は薄いが丈夫な外皮となり、内部は軟質。色は暗褐色から暗緑色。群体は最初は中実で球形から半球形だが、次第に表面は凸凹で瘤状隆起の集まりのようになり、全体は平面的で不定形になる（上図1上）。古い群体では表面に孔が開いて内部の軟質部が露出し、また所々がわずかに中空になる。大きいものは直径10センチメートル (cm) 以上になる。
細胞糸は湾曲しており（上図1下）、群体周縁部では細胞糸が密集しているが、中心部では粗である。群体周縁部では、各細胞糸の鞘は黄褐色で明瞭。細胞糸を構成する細胞は短樽形、直径3-4マイクロメートル (µm)。異質細胞は亜球形、直径 5–6 µm。アキネート（耐久細胞）は楕円形、大きさ 5–7 × 7–8 µm、アキネートの細胞壁は平滑で黄色。
多量の粘質多糖（細胞外高分子物質）を産生することやトレハロースを蓄積する点では、陸生の近縁種であるイシクラゲと類似しているが、水生のアシツキは乾燥耐性を示さない点で異なる。マイコスポリン様アミノ酸 (MAAs) として、主にポルフィラ-334 (porphyra-334) をもつ点で特異である。また細菌の増殖を抑える脂肪酸を産生することが示されている。

## 分布と生態
北米、南米、アフリカ、ヨーロッパ、中東、南アジア、東アジア、オーストラリア、ニュージーランドなど世界各地に分布する。日本でも本州（関東、中部、近畿、中国地方）や九州から報告されている。
低温の清流や湧水池に季節的に出現する。ふつう水中の岩や石に付着しており、またヨシ（アシ、葦）など植物の茎に付着していることもあるとされる。

## 人間との関わり
アシツキは、日本やタイで食用とされることがある。日本では古くから記録があり、『万葉集』にアシツキを採取する女性たちを詠んだ大伴家持の歌が記されている（下記）。雄神河は庄川の古称であり、この歌は現富山県礪波郡で詠まれた。
雄神河 紅にほふ 娘子らし 葦附採ると 瀬に立たすらし—大伴家持『万葉集』巻17-4021
多数の地方名があることから（上記参照）、身近な食用藻であったと考えられている。河川改修など生育環境の悪化により、現在ではまれな存在になった。近年では培養が成功しており、食品にも利用されている。

## 分類
分子系統学的研究からは、狭義のネンジュモ属（イシクラゲなどが含まれる）に近縁ではあるものの、系統的にはやや異なることが示唆されている。